# Epigeneium treutleri
Epigeneium treutleri là một loài thực vật có hoa trong họ Lan. Loài này được (Hook.f.) Ormerod mô tả khoa học đầu tiên năm 2000.